# Boris Žabka
Boris Žabka (* 11. říjen 1977 Bratislava) je slovenský hokejový trenér a bývalý hokejista, jenž většinu své aktivní hráčské kariéry, kterou uzavřel v roce 2016, strávil v české extralize. Hrál na postu obránce.
Od sezóny 2016/2017 až do sezóny 2018/2019 působil jako asistent trenéra v BK Mladá Boleslav, nejprve Františka Výborného, poté Patrika Augusty a nakonec Vladimíra Kýhose. Poté zůstal bez angažmá do jara 2019, kdy byl na sezónu 2019/2020 jmenován asistentem trenéra u slovenské hokejové reprezentace do 18 let, která hraje 1. hokejovou ligu SR. Pod vedením hlavního trenéra slovenské reprezentace do 18 let Ivana Feneše působil u tohoto týmu na pozici asistenta trenéra do léta 2022 a dosavadním úspěchem bylo druhé místo na turnaji Hlinka Gretzky Cup v roce 2021. Od sezóny 2022/2023 působil jako asistent trenéra v týmu HC Olomouc.Od sezóny 2023/2024 působil jako asistent trenéra v týmu Bílí Tygři Liberec. Na začátku listopadu 2024 na vlastní žádost skončil v klubu Bílích Tygrů Liberce.  4. února 2025, deset kol před koncem Boris Žabka rozšířil realizační tým Třineckých Ocelářů. 

## Hráčská kariéra
- 1995-96 HC Slovan Bratislava U20
- 1996-97 HC Slovan Bratislava U20, HC Slovan Bratislava, HKm Zvolen B
- 1997-98 HC Dukla Senica
- 1998-99 HC Slovan Bratislava, HK Trnava
- 1999-00 HC Košice
- 2000-01 HC Continental Zlín
- 2001-02 Skellefteå AIK (SHL - Švédsko)
- 2002-03 HC Oceláři Třinec
- 2003-04 HC Oceláři Třinec
- 2004-05 HC Slavia Praha
- 2005-06 HC Slavia Praha
- 2006-07 Bílí Tygři Liberec
- 2007-08 Bílí Tygři Liberec
- 2008-09 Bílí Tygři Liberec, HC Benátky nad Jizerou
- 2009-10 BK Mladá Boleslav
- 2010-11 BK Mladá Boleslav
- 2011-12 BK Mladá Boleslav
- 2012-13 BK Mladá Boleslav
- 2013-14 BK Mladá Boleslav
- 2014-15 BK Mladá Boleslav
- 2015-16 BK Mladá Boleslav B
- 2016-17 BK Mladá Boleslav B